# Eurytela dryope

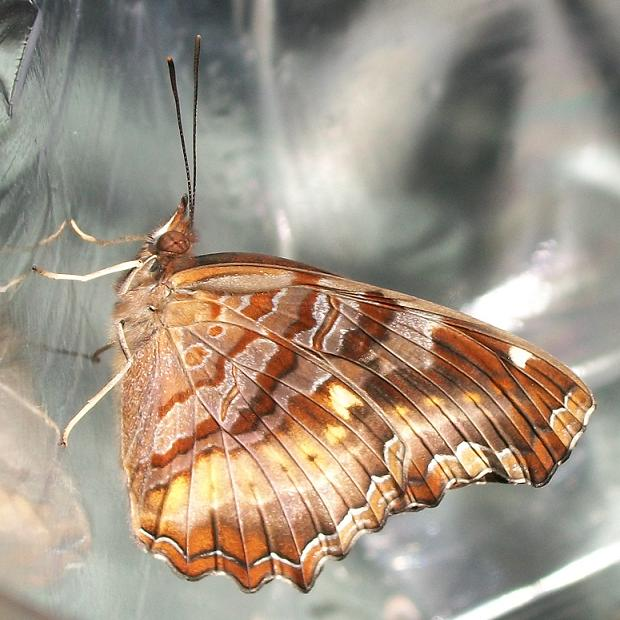
Flügelunterseite

Eurytela dryope ist ein in Afrika vorkommender Schmetterling (Tagfalter) aus der Familie der Edelfalter (Nymphalidae).

## Merkmale

### Falter
Die Flügelspannweite der Falter beträgt 40 bis 50 Millimeter bei den Männchen und 45 bis 55 Millimeter bei den Weibchen. Die Art zeichnet sich durch keinen Sexualdimorphismus aus. Bei beiden Geschlechtern ist die Grundfarbe auf den Flügeloberseiten braun. Unterhalb des spitz ausladenden Apex der Vorderflügel erstreckt sich ein gelbes Band entlang des Saums, das sich verbreitert auf den Hinterflügeln fortsetzt. Unmittelbar am Saum verläuft eine dunkelbraune Wellenlinie. Die Flügelunterseiten sind in verschiedenen Gelb- und Brauntönen marmoriert.

### Präimaginalstadien
Das Ei hat eine weißliche bis grünliche Farbe, eine halbkugelige Form und zeigt auf der mit Längsrippen versehenen Oberfläche feine Dornen.
Die Raupen treten in verschiedenfarbigen Morphen auf. So variieren sie von grünen bis hin zu schwarzen Individuen. Die gesamte Körperoberfläche ist mit verzweigten Dornen versehen. Am Kopf befinden sich zwei ebenfalls verzweigte gerade Hörner.
Die Puppe hat eine eckige Form, die am unteren Ende in zwei Spitzen ausläuft. Sie ist grün oder braun gefärbt, hat eine raue Oberfläche und zeigt weit ausladende Flügelscheiden. Sie wird als Stürzpuppe mit einer Gespinstverankerung an Zweigen, Stämmen oder Blättern angeheftet.

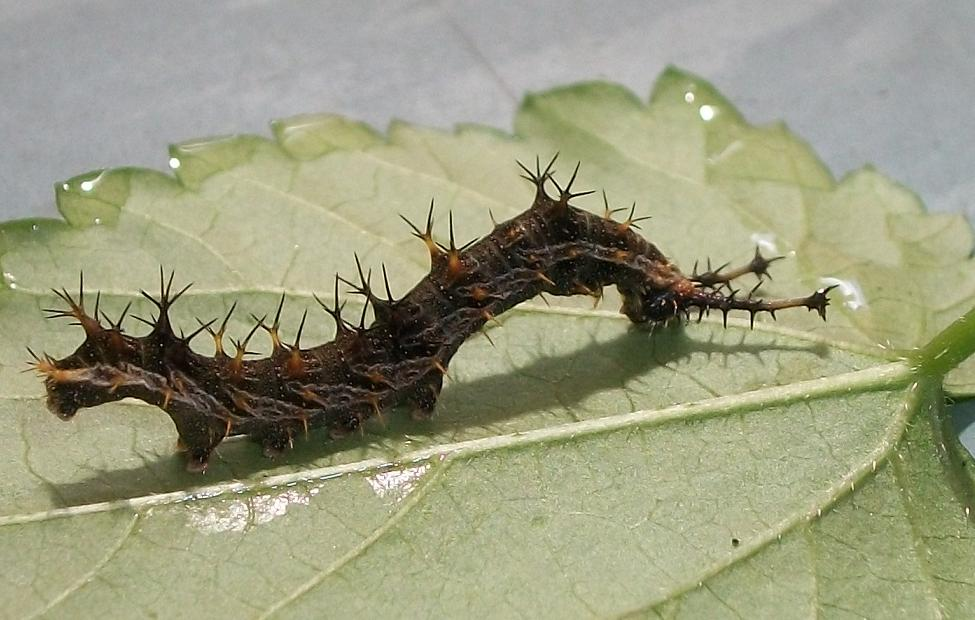
Schwarze Farbvariante einer Raupe
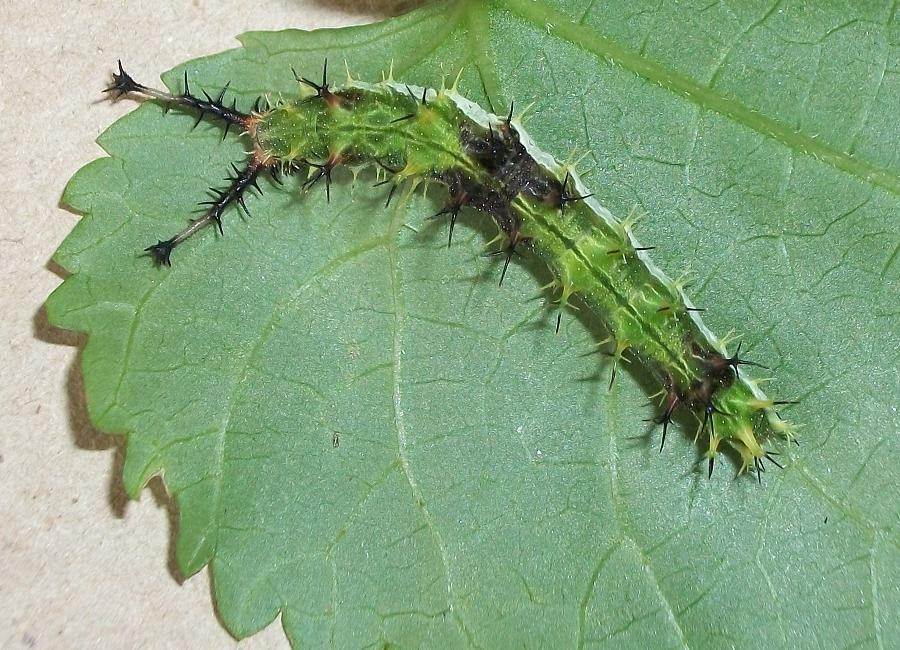
Grüne Farbvariante einer Raupe
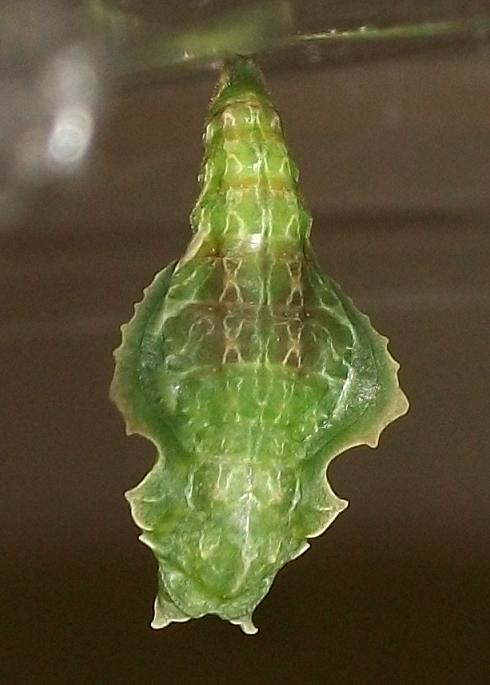
Puppe

## Verbreitung, Unterarten und Lebensraum
Das Verbreitungsgebiet der Art erstreckt sich südlich der Sahara über den afrikanischen Kontinent. Außer der in Sierra Leone, Kamerun und dem Norden von Zaire verbreiteten Nominatform Eurytela dryope dryope werden noch folgende Unterarten geführt:
- Eurytela dryope angulata Aurivillius, 1898, in Südafrika, Angola, im Süden von Zaire, Ostafrika und Äthiopien
- Eurytela dryope brittoni Gabriel, 1954, auf der Arabischen Halbinsel
- Eurytela dryope lineata Aurivillius, 1898, auf Madagaskar

Eurytela dryope besiedelt in erster Linie trockene lichte Wälder und Savannen. Die Höhenverbreitung reicht vom Meeresspiegel bis auf 1500 Meter.

## Lebensweise

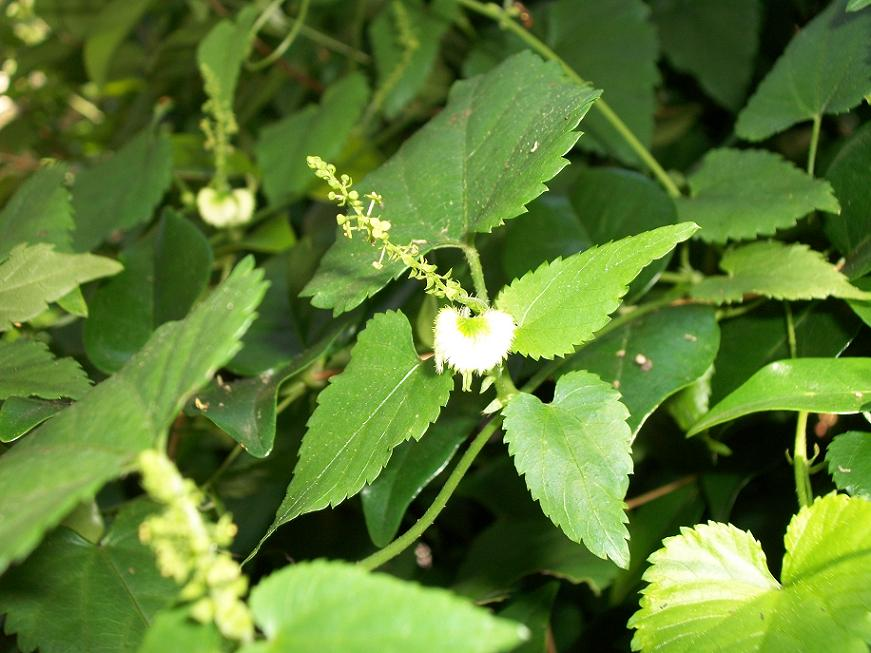
Tragia durbanensis, eine Nahrungspflanze der Raupen

Die Falter fliegen das ganze Jahr hindurch in mehreren Generationen. Am zahlreichsten treten sie zwischen November und Juni auf. Sie saugen gelegentlich an verletzten Baumstämme oder überreifen Früchten, um Flüssigkeit, Fructose und Mineralstoffe aufzunehmen. Die Eier werden einzeln auf der Oberseite der Blätter der Nahrungspflanze abgelegt. Die Raupen ernähren sich bevorzugt von den Blättern der zu den Wolfsmilchgewächsen (Euphorbiaceae) zählenden Pflanzenarten Tragia durbanensis (Synonym: Tragia glabrata) sowie des Wunderbaums (Ricinus communis).